# Камбулат (Челябинская область)
Камбулат — деревня в Чебаркульском районе Челябинской области России. Входит в состав Травниковского сельского поселения.

## География
Деревня находится в центральной части Челябинской области, в лесостепной зоне, на левом берегу реки Камбулат, на восточном берегу Камбулатского водохранилища, на расстоянии примерно 15 километров (по прямой) к юго-востоку от города Чебаркуль, административного центра района. Абсолютная высота — 284 метра над уровнем моря.
Часовой пояс
Деревня Камбулат, как и вся Челябинская область, находится в часовой зоне МСК+2. Смещение применяемого времени относительно UTC составляет +5:00.

## Население
| 2002 | 2010 |
| ---- | ---- |
| 247  | ↗251 |

Гендерный состав
По данным Всероссийской переписи населения 2010 года в гендерной структуре населения мужчины составляли 50,6 %, женщины — соответственно 49,4 %.
Национальный состав
Согласно результатам переписи 2002 года, в национальной структуре населения русские составляли 81 %.

## Улицы
Уличная сеть деревни состоит из одиннадцати улиц и одного переулка.